# Partido Socialdemócrata del Sarre
El Partido Socialdemócrata del Sarre (en alemán: Sozialdemokratische Partei des Saarlandes, SPS) fue un partido político en el Protectorado del Sarre, existente entre 1946 y 1956. 

## Historia
Su programa político se basaba en el del Partido Socialdemócrata de Alemania (SPD) aunque oficialmente ambos partidos no tenían ninguna relación.
El SPS tuvo representación en el Landtag de Sarre durante toda la existencia del Protectorado (tanto en calidad de socio de gobierno del CVP como en calidad de oposición), obteniendo en las elecciones de 1947 y 1952 más del 30% de los votos. En los comicios de 1955 obtuvo apenas el 5,8%.  Posteriormente, tras la anexión del Sarre a la República Federal de Alemania, el SPS se fusionó en el SPD.